# 紀元前72年
紀元前72年（きげんぜん72ねん）は、ローマ暦の年である。

## 他の紀年法
- 干支 : 己酉
- 日本
  - 崇神天皇26年
  - 皇紀589年
- 中国
  - 前漢 : 本始2年
- 朝鮮
  - 檀紀2262年
- 仏滅紀元 : 472年
- ユダヤ暦 : 3689年 - 3690年

## できごと

### ローマ
- カビラの戦いでルキウス・リキニウス・ルクッルスはポントス王ミトリダテス6世を破った。ミトリダテス6世は義理の息子ティグラネスが支配するアルメニアに逃れ、ティグラネスは義父をルキウスに渡すことを拒否した。
- クイントゥス・セルトリウスは部下のマルクス・ペルペルナ(en:Marcus Perperna Vento)に暗殺された。ペルペルナはグナエウス・ポンペイウスに討たれ、セルトリウス戦争(en:Sertorian War)が終結した。

### ガリア
- アリオウィストゥスに率いられたヘルウェティイ族らがガリアに侵攻した。

## 誕生
- ウェルキンゲトリクス、古代ローマのガリア侵略に対して抵抗した人物（+ 紀元前46年）

## 死去
- クイントゥス・セルトリウス
- クリクスス